# 唐川和彦
唐川 和彦（からかわ かずひこ、1968年3月2日 - ）は、日本の学校教育研究家、臨床心理研究家、催眠療法士、心理カウンセラー。血液型AB型。身長177cm。愛称は「ジョニー」。

## 経歴
東京都墨田区生まれ。東京都立墨田川高等学校卒、北海道教育大学大学院修了。高校時代はラグビー部に所属。
幼稚園、小学校、中学校、高等学校、高等専門学校、大学、海外の教育現場及び大手学習塾、英会話学校等、ほぼ全ての教育機関で教員を勤める。
大学教員時代は右脳教育（葛飾学院）の学院長として幼児から社会人までの学習サポートをしていた。その一方で、心理カウンセリング（剣真舎）の主宰として、学校関係者・生徒・保護者を中心に心理カウンセリングに従事。来談者中心アプローチから認知行動療法まで幅広いカウンセリングスタイルで、数多くの来談者への心理サポートに取り組んだ。「実践なき研究は虚無である」という強い信念のもと、研究成果は必ず自らの手で現場に還元させることをモットーに活動している。
コーチングを重要視した部活動指導を早い段階から導入し、剣道部顧問時代には剣道初心者を1年間の指導で全道大会へ導いた。選手自身が納得する「理にかなった指導法」を重要視する。厳しく指導する指導者とは対照的な指導法を用いる。選手に情報を与え、自ら考えさせる指導法を得意とする。

### 人物・エピソード
趣味は音楽鑑賞、バイク、ビリヤード。高等学校教員免許、ニュージーランド中高教員免許、大型免許、大型特殊、大型二輪、車両系建設機械運転免許を所持。剣道四段、柔道初段。
音楽・映像の世界に縁が深く、カナダのウィスラーでスキービデオカメラマン（カナディアンロッキーズビデオ所属）として働いていた。
第一回「なりきり浜田省吾コンテスト」（SONY MUSIC）で、ベストパフォーマンス賞を獲得している。
大学卒業後、ワーキングホリデーで1年間カナダで生活をしている。その際、数ヶ月間をヘルズ・エンジェルスのメンバーと生活を共にしていた。

### 論文・学会発表
1. 2006年11月16日 「高等学校英語教育現場における「受動態指導」の現状と問題点 - 指導法改善への展望」第5回英文法フォーラム（北海道教育大学旭川校）
2. 2007年2月11日 「高校英語教育におけるCALL授業での「インプット」と「アウトプット」の実践報告」北海道英語教育学会 第9回英語教育論文発表会（道都大学研究センター）
3. 2007年5月 「羊の国の授業コントロール - Name on Boardの日本教育現場での実践と考察」 旭川実践教育研究第11号
4. 2007年10月6日 「高校英語教育における直読直解の再考と展望〜大学受験を目指す生徒への効果〜」 北海道英語教育学会 第8回研究大会（藤女子大学）
5. 2007年12月8日 「小学校から大学までの英語教育を考える」 旭川実践教育学会研究大会（北海道教育大学旭川校）
6. 2008年1月 「高校英語教育におけるCALL授業での「インプット」と「アウトプット」の実践報告」 HELES JOURNAL VII
7. 2008年1月5日 「センター試験の点数アップに向けて〜高校英語指導における直読直解指導の再考〜」 財団法人英語検定協会 STEP英語情報1・2月号
8. 2008年2月11日 「Aspects of English Language Education in Elementary Schools from Cognitive Point of View」北海道英語教育学会 第10回英語教育論文発表会（北海道大学）
9. 2008年3月1日 「Aspects of English Language Education in Elementary Schools from Cognitive Point of View」修士論文
10. 2008年6月28日 「他教科との連携を踏まえた小学校英語教育」 旭川小中高大英語の会（北海道教育大学旭川校）
11. 2008年10月4日 「他教科との連携を踏まえた小学校英語教育 - 内容スキーマの向上を意識した指導法の検討 - 」 北海道英語教育学会第9回研究大会（藤女子大学）
12. 2009年3月 「他教科との連携を踏まえた小学校英語教育 - 内容スキーマの向上を意識した指導法の検討 - 」JACET北海道Research Bulletin of English Teaching No. 6
13. 2009年8月 「高校英語教育における大学入試センター試験に効果を示す高校英語指導法の検討－直読直解指導の再考－」 旭川実践教育研究第13号
14. 2009年8月22日 「小学校英語活動の経験の有無と中学英語の成績との相関 - 中学1年次における定期・学力テストの分析と内発的動機から - 」 関東・甲信越英語教育学会第33回埼玉研究大会（獨協大学）
15. 2009年9月5日 「学力差のある中学入学生に対する初期指導の工夫」 財団法人英語検定協会 STEP英語情報9・10月号
16. 2010年9月1日 「モンテッソーリ言語教育理論と文部科学省小学校外国語活動との融合点」 日本モンテッソーリ綜合教育研究所モンテッソーリ教育賞教育賞2010